# 斯普林菲爾德鎮區 (密歇根州奧克蘭縣)
斯普林菲爾德鎮區（英語：Springfield Township）是位於美國密歇根州奧克蘭縣的一個特設鎮區。

## 地方資料
斯普林菲爾德鎮區的面積為95.20平方千米，當中陸地面積為92.20平方千米，而水域面積為3.00平方千米。根據2020年美國人口普查的數據，當地共有人口14703人，而人口密度為每平方千米154.44人。